# ML Witebsk
Maxline Witebsk w skrócie ML Witebsk (biał. МЛ Віцебск) – białoruski klub piłkarski mający swoją siedzibę w Witebsku. Występuje w Wyszejszajej lidze, najwyższym szczeblu piłkarskim na Białorusi.

## Historia
Klub ten został założony w 12 kwietnia 1971 pod nazwą Awtomobilsk, miał on swoją siedzibę w Rohaczowie. Pod różnymi nazwami funkcjonował do 2006 kiedy to został rozwiązany. W 2014 powrócił jako MKK Dniapro Rohaczów. W 2016 ponownie został rozwiązany. Wrócili w 2019 już jako Dniapro Rohaczów. W 2021 zostali przejęci przez firmę bukmacherską Maxline. W tym samym roku wywalczyli awans do Pierszajej lihi. W sezonie 2022 zajęli w niej czwarte miejsce i wywalczyli prawo do gry w barażach o Wyszejszają lihę. W nich pokonali Arsienał Dzierżynsk (2:3; 3:1), jednak nie awansowali poziom wyżej, ponieważ nie otrzymali licencji (nie spełniali warunku minimum dwóch lat członkostwa w BFF). W sezonie 2024 zajęli w niej drugie miejsce i awansowali do Wyszejszajej lihi. Przed sezonem 2025 musieli zmienić nazwę na ML Witebsk, ponieważ przepisy zakazują białoruskim klubom posiadania nazw pochodzących od firm bukmacherskich.

## Stadion
Maxline Witebsk rozgrywa swoje mecze na stadionie Wiciebski centralny spartyuny kompleks.

## Skład
Stan na 8 marca 2025
| Nr | Poz. | Piłkarz                                         |
| -- | ---- | ----------------------------------------------- |
| 1  | BR   | Pawieł Pauluczenka                              |
| 2  | PO   | Aleksiej Nosko                                  |
| 3  | OB   | Nikita Baranok (wypożyczony z Akronu Togliatti) |
| 4  | PO   | Ode Abdullahi (wypożyczony z Arisu Limassol)    |
| 5  | OB   | Artur Chuduk                                    |
| 7  | PO   | Timur Puchow                                    |
| 8  | PO   | Siarhiej Rusak                                  |
| 10 | NA   | Ołeh Nikiforenko                                |
| 13 | OB   | Alaksiej Zalieski                               |
| 14 | PO   | Rusłan Lisakowicz                               |
| 15 | NA   | Dzianis Kazłouski                               |
| 18 | PO   | Władysław Żuk                                   |
| 19 | OB   | Artem Bruj                                      |

| Nr | Poz. | Piłkarz                                             |
| -- | ---- | --------------------------------------------------- |
| 21 | NA   | Nikita Hłuszkow (wypożyczony z Bałtiki Kaliningrad) |
| 22 | OB   | Dzianis Liewicki                                    |
| 23 | OB   | Siarhiej Bałanowicz (kapitan)                       |
| 30 | BR   | Pawieł Szczerbaczenia                               |
| 77 | NA   | Honore Gomis                                        |
| 80 | NA   | Dzianis Awsiannikou                                 |
| 88 | OB   | Jehor Bożko                                         |
|    | PO   | Daniił Hałata                                       |
|    | PO   | Daniił Koualieu                                     |
|    | PO   | Uładzimir Skamarouski                               |
|    | NA   | Juninho                                             |
|    | NA   | Hleb Żerdzieu                                       |